# Henri Grandjean
Pour les articles homonymes, voir Grandjean.
Henri Grandjean, né le 14 décembre 1803 au Locle et décédé le 21 mars 1879 dans la même ville, est un horloger et homme politique suisse, membre du Parti radical-démocratique.

## Biographie
Fils de l'horloger David Henri Grandjean, Henri effectue un apprentissage d'horloger dans sa ville natale du Locle. En 1824, il émigre au Brésil où il est responsable des comptoirs ouverts par son père. Il rentre en Suisse en 1830 et prend la tête de l'entreprise de son père qui est désormais nommée H. Grandjean & Cie. Les chronomètres de précision constituent la spécialité de cette entreprise. Il joue également un rôle important dans la création de l'Observatoire cantonal de Neuchâtel et de l'École d'horlogerie du Locle.
Républicain, il est, lors de la révolution de 1848, membre du Comité révolutionnaire du Locle. Membre du Parti radical-démocrate, il est, après le succès de la Révolution, l'un des neuf membres du gouvernement provisoire du canton de Neuchâtel et siège à l'Assemblée constituante de 1848. Il est élu au Grand Conseil du canton de Neuchâtel dans la foulée et y reste jusqu'à son décès en 1879. Parallèlement, il siège à deux reprises au Conseil national, une première fois entre 1857 et 1860 et une deuxième fois entre 1866 et 1869.